# Torture (album)
Torture – dwunasty album studyjny amerykańskiej grupy deathmetalowej Cannibal Corpse. Jego wydanie zostało ogłoszone na 9 marca w Europie, 12 marca w Wielkiej Brytanii i 13 marca 2012 roku w USA. Nagrania zostały zarejestrowane w studiach Sonic Ranch w Teksasie i w Mana Recording Studios we współpracy z producentem muzycznym Erikiem Rutanem. Płyta zadebiutowała na 38. miejscu listy Billboard 200 w Stanach Zjednoczonych sprzedając się w nakładzie 9600 egzemplarzy w przeciągu tygodnia od dnia premiery.

## Lista utworów
Opracowano na podstawie materiału źródłowego.
| Nr  | Tytuł utworu                   | Słowa             | Muzyka       | Długość |
| --- | ------------------------------ | ----------------- | ------------ | ------- |
| 1.  | „Demented Aggression”          | Paul Mazurkiewicz | Pat O’Brien  | 3:14    |
| 2.  | „Sarcophagic Frenzy”           | Rob Barrett       | Rob Barrett  | 3:42    |
| 3.  | „Scourge of Iron”              | Alex Webster      | Alex Webster | 4:44    |
| 4.  | „Encased in Concrete”          | Paul Mazurkiewicz | Rob Barrett  | 3:13    |
| 5.  | „As Deep As the Knife Will Go” | Paul Mazurkiewicz | Pat O’Brien  | 3:25    |
| 6.  | „Intestinal Crank”             | Alex Webster      | Alex Webster | 3:54    |
| 7.  | „Followed Home Then Killed”    | Paul Mazurkiewicz | Pat O’Brien  | 3:36    |
| 8.  | „The Strangulation Chair”      | Alex Webster      | Alex Webster | 4:09    |
| 9.  | „Caged...Contorted”            | Rob Barrett       | Rob Barrett  | 3:53    |
| 10. | „Crucifier Avenged”            | Alex Webster      | Alex Webster | 3:46    |
| 11. | „Rabid”                        | Alex Webster      | Alex Webster | 3:04    |
| 12. | „Torn Through”                 | Paul Mazurkiewicz | Pat O’Brien  | 3:11    |
|     |                                |                   |              | 43:51   |

## Twórcy
Opracowano na podstawie materiału źródłowego.

- George "Corpsegrinder" Fisher – wokal prowadzący
- Pat O’Brien – gitara prowadząca, gitara rytmiczna
- Rob Barrett – gitara prowadząca, gitara rytmiczna
- Alex Webster – gitara basowa
- Paul Mazurkiewicz – perkusja
- Erik Rutan – produkcja muzyczna
- Brian Elliot – inżynieria dźwięku
- Charles Godfrey – asystent inżyniera dźwięku
- Alan Douches – mastering
- Vincent Locke – okładka, oprawa graficzna
- Brian Ames – oprawa graficzna

## Wydania
| Rok  | Nr katalogowy | Format                     | Wydawca             | Region | Źródło |
| ---- | ------------- | -------------------------- | ------------------- | ------ | ------ |
| 2012 | 3984-15080-1  | LP, Album + 7" +, Ltd, Red | Metal Blade Records | Europa | [ 8 ]  |
| 2012 | 3984-15080-2  | CD, Album, Ltd, Dig        | Metal Blade Records | Europa | [ 8 ]  |
| 2012 | 3984-15080-0  | CD, Album, Ltd, Dig        | Metal Blade Records | Europa | [ 8 ]  |
| 2012 | 3984-15080-1  | LP, Album, Ltd, Blo        | Metal Blade Records | Europa | [ 8 ]  |
| 2012 | 3984-15080-1  | LP, Ltd, Album             | Metal Blade Records | Europa | [ 8 ]  |